# 永井ちひろ (声優)
永井 ちひろ（ながい ちひろ）は、日本の女性声優。千葉県出身。劇団ムーンライト、アトリエピーチを経て、現在フリーで活動中。

## 出演作品

### ゲーム
- セカンドノベル 〜彼女の夏、15分の記憶〜（千秋）[1]
- ワンダーキング2（セリン／ジーナ）
- 新感覚アクションパズルゲーム～Ro!!～（ロイズ／ニャルベロス）
- 蒼空のフロンティア（御神楽環菜）
- 勇者のくせになまいきだ。（勇者）
- MEDALINKシリーズ　お茶犬｢ほっ｣とメダル（お茶犬）
- レアランドストーリー ～少女の約定～（PC版）（フェイ）
- スペクトラルフォース3 イノセントレイジ（ティナ／ランジェ／ルーチェ）
- Sugar+Spice!（大津奈美）
- Sugar+Spice! 〜あのこのステキな何もかも〜（大津奈美）[2]
- Sugar+Spice! ファーストシーズンパック（大津奈美）
- あまなつ（大津奈美）
- 学園BURAI ハイスクール・カードバトル（東電子）

### ドラマCD
- 僕らのペレランディア!!（ミアイル・ダーゼット）
- ルミナス（白騎士）

### Webドラマ
- 蒼空のフロンティア｢海神のイーグリット｣（御神楽 環菜）
- センチメントの季節（生徒）

### ナレーション
- エフエムさがみ「さがみ音百景」（ナレーション）
- アイ・イーグループ／LEDプロモーション（PVナレーション）
- Nativebuster（PVナレーション）
- いい旅日記（PVナレーション）
- 八王子市教育VTR ～北野清掃工場編～（ナレーション）
- Yahoo!!オークション｢TSUTAYA　T-POINTキャンペーン告知（2010年11月放送分）｣（CMナレーション）
- Innovative Language Learning ワードリスト（日本語ナレーション）
- JapanesePod101.com（日本語会話／ナレーション）
- EnglishPod101.com（日本語会話／ナレーション）
- HITSHOP｢引っぱリンガー｣（CMナレーション）
- 映画｢神の血｣予告編（ナレーション）
- nemoTV｢2010年10月放送・ニモワングランプリin矢田部アリーナ｣（ナレーション）
- オーディオブック｢萌えで読む！『山羊の歌』｣（ナレーション）

### ラジオ
- レインボータウンFM79.2kHz　おもいで歌謡うた物語（インタビュー出演）

### 舞台
- ボスニアの少女　[中野テルプシコール]（八谷刑部）
- 演劇集団ログハウス第4回公演　さぼてん　[アドリブ小劇場]（母親）
- SHAFT 2nd PERFORMANCE 雷神降臨 ～裏京都あやかし御伽草子～ [大塚萬スタジオ]（葛の葉）
- 世界一ツイてる彼氏の世界一ツイてない彼女　[江古田ストアハウス]（ベル）
- 生徒会長にお熱　[スタジオ櫂]（クリス）
- シムラ日和　[中野テルプシコール]（ケント）
- Act-ive×蒼空のフロンティア[新宿バイタス]（御神楽環菜）